# Kozacy (obraz Józefa Chełmońskiego)
Kozacy, Kozacy w marszu – obraz olejny namalowany w 1881 roku przez polskiego malarza Józefa Chełmońskiego. Przedstawia grupę kozackich jeźdźców w marszu przez step. Dzieło należy do zbiorów Muzeum Narodowego w Warszawie.

## Opis
Obraz ukazuje ruchomą, dynamiczną kompozycję – Kozacy na koniach przemierzają otwarty, stepowy krajobraz. Typowo realistyczne przedstawienie postaci i uwaga poświęcona detalom – takim jak uzbrojenie, mundury i ruch koni – odzwierciedlają artystyczny styl Chełmońskiego, inspirowany podróżami na Ukrainę i zainteresowaniem sztuką batalistyczną .

## Historia
Chełmoński namalował obraz podczas pobytu w Paryżu, w latach 1880–1881. Był sprzedawany przez marszanda Adolphe’a Goupila; według przekazów jego prace cieszyły się popularnością wśród amerykańskich i europejskich kolekcjonerów .

## Wymiary i technika
- technika: olej na płótnie
- wymiary: 70 × 175 cm

## Miejsce przechowywania
Obraz znajduje się obecnie w zbiorach Muzeum Narodowego w Warszawie.